# Karas (Anime)
Karas (jap. 鴉 -KARAS-, deutsch „Die Krähe“) ist eine sechsteilige Original Video Animation aus den Jahren 2005 bis 2007, die vom japanischen Animationsstudio Tatsunoko Production im Gedenken an das vierzigste Jubiläum des Unternehmens produziert wurde.
Der Anime erzählt die Geschichte von Otoha, einem früheren Yakuza, der in einer fiktiven Stadt zusammen mit den Yōkai lebt. Durch besondere Umstände wird er von Yurine (eine Art Schutzgöttin der Stadt) zum Karas ernannt und soll das Gleichgewicht in der Stadt wiederherstellen, nachdem der einstige Karas Eko rebellierte und die Stadt im Chaos zu versinken droht. Zugleich wird der Einfluss dieser Situation auf das Leben des Yōkais Nue und einiger Menschen in Nebengeschichten näher thematisiert.
Karas gewann bei den Tōkyō Anime Awards 2006 den Preis für die beste Original Video Animation, wo sich die Kritiker von der Optik begeistert zeigten, bei der traditionelle Zeichentechniken mit dreidimensionaler Computergrafik verschmolzen wurde. Laut ihnen spiegele die Handlung zudem den Konflikt zwischen traditioneller Kultur und der modernen Gesellschaft wider. In der internationalen Kritik wurde hingegen immer wieder betont das die Handlung zu verwirrend aufgebaut sei und damit von der eigentlichen Stärke, der künstlerischen Umsetzung, ablenken würde.

## Szenario
Karas spielt in einer fiktiven Welt, der der Stadtteil Shinjuku, Tokio als Vorlage diente. Dies war zu Beginn der Produktion allerdings nicht so festgelegt und erste Skizzen zeigten weitflächige Areale von Tokio. Jedoch seien die Produzenten laut eigener Aussage davon abgerückt, da diese Stadtbilder schon zu häufig das Motiv anderer Animationen gewesen wären. Der künstlerische Leiter Hajime Satō entwarf daraufhin ein neues Stadtbild. In diesem vereinte er Einflüsse verschiedener Kulturen. So orientierten sich die Schriftzeichen, die die zahlreichen, farbenfrohen Leuchtreklamen tragen, am chinesischen Vorbild. Sie teilen sich aber den Stil und die Rundungen mit denen der koreanischen Hangeul. Auf den Dächern der Häuser finden sich unterdessen westliche Gargoyles und Figuren die den Merlion-Statuen aus Singapur gleichen, schmücken das Straßenbild. Die Gebäude basieren großteils auf Bildern des Stadtteils Shinjuku aus dem Jahr 2003, die mit dem Baustil der Shōwa-Zeit vereint wurden. In dieser fiktiven Stadt wohnen sowohl die Menschen, als auch die für sie nicht mehr sichtbaren Geister aus der japanischen Folklore – die Yōkai.
Die Städte werden dabei als eigenständige Wesen dargestellt, die in der Lage sind physische Gestalten zu erschaffen, mit denen sie ihren Willen durchsetzen und die Aktivitäten in ihnen regulieren können. Das Konzept dazu basiert auf der traditionellen chinesischen Medizin, wobei dem Fluss der Körperflüssigkeiten zu den Organen eine besondere Rolle zugeschrieben wird. Dabei sollen die Yōkai dem Qì, die Menschen dem Wasser und die Karas dem Blut der Stadt entsprechen. Zugleich kamen Anleihen aus der keltischen Mythologie hinzu. So wird die Stadt in Karas wie ein männliches Wesen (Yang) behandelt und die Yurine (ゆりね) als Manifestation ihres Willens als Frau (Yin). Analog dazu werden die Yōkai als friedliche, aber auch Schabernack treibende Geister beschrieben, deren Gegenpart die mechanisierten Mikura sind. Die Mikura zeichnen sich dabei durch mechanisch anmutende Körper aus und benötigen als gefallene Wesen das Blut von Menschen um überleben und sich stärken zu können. Aufbauend auf diesen Ideen soll die gesamte Handlung der auftretenden Charaktere konstruiert worden sein.

## Handlung
Ibira stellte sich Karas ursprünglich eine von Rache motivierte Horrorgeschichte vor. Sie soll eine einfache Handlung besessen haben, die mit der des Mangas Dororo von Osamu Tezuka vergleichbar gewesen sei. Dabei sollte der Protagonist sich gegen die Mikura stellen um die Körperteile seiner ermordeten Geliebten zurückzuerobern. In der endgültigen Fassung von Karas war man davon jedoch immer weiter abgerückt und es entwickelte sich mehr zu einer actionreichen Superhelden-Verfilmung. Dabei sollten die drei Charaktere Otoha, Nue und Kure im Mittelpunkt stehen, jedoch stand dabei überwiegend Otoha im Mittelpunkt. Die Handlung von Karas ist trotz fiktiven Szenarios durchgehend „pseudorealistisch“ gehalten und verzichtet auf humorvolle Einlagen, übertriebene Gesichtsausdrücke oder Super-Deformed-Darstellungen. Ebenfalls sind die Dialoge sehr kurz gehalten und der Zuschauer wird mitten in die Handlung geworfen, wo er für sich selbst herausfinden muss worum es in Karas eigentlich geht. Dabei wurden viele Hintergrundinformationen komplett ausgelassen, die erst im Beiheft der letzten DVD-Veröffentlichung einflossen.

## Charaktere
YurineYurine ist eine Wesenheit, die die Form eines Mädchens mit sehr hellen Haaren annimmt. Sie hat die Macht Karas zu erschaffen und zu befehligen.

### Karas
Karas sind Menschen, die auf Yurines Befehl zu fähigen Kriegern werden, Rüstung und Schwert bekommen und gegen Yōkai kämpfen. Ihre Rüstung ist dabei besonders wandlungsfähig und kann z. B. die Form eines futuristisch anmutenden Kampfjets oder gepanzerten Fahrzeugs annehmen. Otoha, Eko sowie eine noch unbekannte Person sind Karas und spielen die Schlüsselrolle.
OtohaOtoha ist der neu gewählte Karas. Wenn er nicht kämpft, ist er in der Geisterwelt ein Arzt, der den durch Ekos Aktionen in beiden Welten krank gewordenen Wesen hilft. Sein tatsächlicher Körper befindet sich in einem Krankenhaus, offenbar im Koma.
Eko HoshuninEko Hoshunin war früher einmal ein Karas, der Shijuku während der mittelalterlichen Edo-Periode beschützte. Er hat der Menschheit jedoch den Rücken gekehrt und den neuen Karas getötet.

### Mikura
Mikura werden Geister genannt, die von Eko in dessen Bann gezogen wurden und mechanisch geworden sind. Sie ernähren sich von menschlicher Lebenskraft und können menschliche Gestalt annehmen.
NueNue ist ein ehemaliger Untergebener Ekos, der beschlossen hat diesen zu bekämpfen. Er unterdrückt seine wahre Form als Mikura und favorisiert zwei goldenen Pistolen und ein ebenfalls goldenes Gewehr als Waffen. Anscheinend ist er aber noch wichtig für Eko, denn dieser möchte ihn lebend gefangen nehmen.
SuikoSuiko ist ein Kappa, der sich in der Welt der Menschen als professioneller Wrestler tarnt. Nue hätte ihn während eines Auftritts erschossen, wenn nicht Yurine eingegriffen und Suiko mit Hilfe ihres neuen Karas auch hätte töten wollen.
WanyudoWanyudo stellt Fahrern in einem Tunnel nach. Er scheint Freude daran zu haben seine Opfer zu verängstigen, bevor er sie umbringt.
TsuchigumoTsuchigumo ist die rechte Hand von Eko, die die Gestalt einer Spinne (vgl. Tsuchigumo) annimmt.
KamaitachiKamaitachi spricht mit einer metallischen Stimme, die so undeutlich ist, dass Untertitel zu seinem Text spendiert werden mussten. Er ist eine geistesgestörte robotische Figur, dessen größter Teil des Körpers von Klingen bedeckt ist.

### Menschen
Narumi KureNarumi Kure ist ein junger Polizist, der gerade zum Tokyoter Polizeidepartement versetzt worden ist. Er glaubt nicht an Geister und dergleichen, aber die Geschehnisse, die er verfolgt, kann er sich nicht erklären, daher hat er den Ehrgeiz, die rätselhaften Morde zu erklären.
She HinaruShe Hinaru ist die einzige überlebende Zeugin eines Yōkai-Angriffs, konnte der Polizei aber noch nicht weiterhelfen.
Minoru SagisakaMinoru Sagisaka ist Inspektor für übernatürliche Phänomene. Sich der Welt der Dämonen bewusst, aber von allen einschließlich des neuen Polizeibeamten für verrückt erklärt, untersucht er die Fälle. Er möchte dem Geheimnis auf die Spur kommen, da auch seine Tochter Opfer eines Angriffs wurde.
Yoshiko SagisakaYoshiko Sagisaka ist die Tochter von Minoru Sagisaka, die, wie She Hinaru, die einzige Überlebende eines Angriffs eines Mikura ist. Bei dem Angriff kamen alle ihre Klassenkameraden ums Leben. Seitdem wird sie wegen ihres mental schwachen Zustands in einer Anstalt festgehalten.

## Synchronsprecher
Die Namen aller Charaktere und ihre Sprecher sind in westlicher Reihenfolge angegeben (Vorname, Familienname).
| Rolle            | Japanischer Sprecher (Seiyū) | Deutscher Sprecher          |
| ---------------- | ---------------------------- | --------------------------- |
| Yurine           | Kasumi Suzuki                | Gabriele Wienand            |
| Otoha            | Toshihiro Wada               | Simon T. Roden              |
| Eko              | Takahiro Sakurai             | Stefan Schleberger          |
| Nue              | Keiji Fujiwara               | Heiko Obermöller            |
| Suiko            | Kiyoyuki Yanada              | Reinhard Schulat-Rademacher |
| Narumi Kure      | Hiroto Torihata              | Lars Schmidtke              |
| Hinaru           | Asuka Shibuya                | Corinna Riegner             |
| Minoru Sagisaka  | Tetsuo Goto                  | Hans-Gerd Kilbinger         |
| Yoshiko Sagisaka | Saeko Chiba                  | Sarah Brückner              |

## Entstehung und Veröffentlichungen
Der Anime entstand im Animationsstudio von Tatsunoko Productions. Der Anime wurde im Gedenken an das vierzigjährige Jubiläum von Tatsunoko Productions produziert. Regie führte Keiichi Satō, der auch die Idee für die Zeichentrickserie lieferte.
In Japan erschienen die ersten drei Episoden von Mai bis November 2005 jeweils einzeln auf DVD. Die die Handlung fortsetzenden Episoden vier bis sechs wurden 2 Jahre später im Zeitraum vom August bis Oktober 2007 wieder einzeln auf DVD veröffentlicht. In den Vereinigten Staaten und Großbritannien wurde die erste DVD Karas: The Prophecy, die die ersten drei Episoden beinhaltet, im April 2006 herausgegeben. Auf der zweiten DVD Karas: The Revelation, die im Oktober 2007 veröffentlicht wurde, befinden sich die Episoden vier bis sechs.
Die ersten drei Episoden des Anime erschienen außerdem in Deutschland (Panini Video), Frankreich (Dybex), Russland (MC Entertainment) und Polen (Vision Film Distribution Sp. z o.o.). Die Episoden 4 bis 6, in deutscher Fassung, erschienen am 15. Juli 2008 ebenfalls bei Panini Video.

## Auszeichnungen
Karas gewann bei der fünften Tōkyō Kokusai Anime Fair im Jahr 2006 den Tōkyō Anime-Preis als „beste Original Video Animation“ zusammen mit Sentō Yōsei Yukikaze.